# La Tiare de Matlotl Halatomatl
La Tiare de Matlotl Halatomatl est le neuvième album de la série Sophie de Jidéhem et Vicq, paru en 1973. Il reprend la vingt-septième histoire des aventures de Sophie, publiée pour la première fois dans le journal Spirou en 1972 (no 1803 à no 1819).
Cette bande dessinée a valu à Vicq le prix Saint-Michel 1973 du meilleur scénariste de science-fiction.